# AWA International Tag Team Championship
CWA/AWA International Tag Team Championship (también identificado por la Pro Wrestling Illustrated como Mid-Southern International Tag Team Championship y AWA International Tag Team Championship) fue un campeonato de lucha libre profesional en parejas defendido en la Continental Wrestling Association. Este fue creado en 1985 por la CWA en compañía de la American Wrestling Association. El título fue abandonado en 1987 cuando la CWA cambió su nombre a Championship Wrestling Association y los originales campeonatos continentales fueron abandonados o unificados con otros.

## Lista de campeones
| Luchador:                                              | Reinado N°: | Derrotó a:                                                       | Fecha:                  | Ubicación:           |
| ------------------------------------------------------ | ----------- | ---------------------------------------------------------------- | ----------------------- | -------------------- |
| Kenya Kondorie (1) & Kenyala Kondorie (1)              | 1           | Nombrados Campeones                                              | julio de 1985           | N/A                  |
| Vacante                                                | N/A         | N/A                                                              | 1986                    | N/A                  |
| Tarzan Goto (1) & Akio Sato (1)                        | 1           | Nombrados Campeones                                              | junio de 1986           | N/A                  |
| Vacante                                                | N/A         | Debido a una controversial Pelea Contra Jeff Jarret y Pat Tanaka | julio de 1986           | N/A                  |
| Tarzan Goto (2) & Akio Sato (2)                        | 2           | Pat Tanaka & Jeff Jarret en una revancha                         | 14 de julio de 1986     | Memphis, Tennessee   |
| Jeff Jarrett (1) & Pat Tanaka (1)                      | 1           | Tarzan Goto & Akio Sato                                          | 25 de agosto de 1986    | Memphis, Tennessee   |
| Tarzan Goto (3) & Akio Sato (3)                        | 3           | Jeff Jarrett & Pat Tanaka                                        | 1 de septiembre de 1986 | Memphis, Tennessee   |
| Jeff Jarrett (2) & Paul Diamond (1)                    | 1           | Tarzan Goto & Akio Sato                                          | 3 de noviembre de 1986  | Memphis, Tennessee   |
| Tarzan Goto (4) & Akio Sato (4)                        | 4           | Jeff Jarret & Paul Diamond                                       | 15 de noviembre de 1986 | Memphis, Tennessee   |
| Badd Company Paul Diamond (2) & Pat Tanaka (2)         | 1           | Tarzan Goto & Akio Sato                                          | 15 de diciembre de 1986 | Memphis, Tennessee   |
| The Sheepherders (Luke Williams (1) & Butch Miller (1) | 1           | Badd Company                                                     | 10 de enero de 1987     | Nashville, Tennessee |
| Badd Company Paul Diamond (3) & Pat Tanaka (3)         | 2           | The Sheepherders                                                 | enero de 1987           | Memphis, Tennessee   |
| Tarzan Goto (5) & Akio Sato (5)                        | 5           | Badd company                                                     | 6 de febrero de 1987    | Memphis, Tennessee   |
| Jimmy Snuka (1) & J.T. Southern (1)                    | 1           | Tarzan Goto & Akio Sato                                          | 2 de marzo de 1987      | Memphis, Tennessee   |
| The Mercenaries ???? & ????                            | 1           | Jimmy Snuka & J.T. Southern                                      | 20 de abril de 1987     | N/A                  |
| Steve Keirn (1) & Mark Starr (1)                       | 1           | The Mercenaries                                                  | 27 de abril de 1987     | Memphis, Tennessee   |
| Badd Company Paul Diamond (4) & Pat Tanaka (4)         | 3           | Mark Starr en una pelea en Desventaja                            | 9 de mayo de 1987       | Memphis, Tennessee   |
| Billy Travis (1) & Mark Starr (2)                      | 1           | Badd Company                                                     | 11 de mayo de 1987      | Memphis, Tennessee   |
| Vacante                                                | N/A         | Después de una Pelea contra Badd Company                         | 18 de mayo de 1987      | Memphis, Tennessee   |
| Bill Dundee (1) & Rocky Johnson (1)                    | 1           | N/A                                                              | 6 de julio de 1987      | Memphis, Tennessee   |
| Abandonado                                             | N/A         | N/A                                                              | septiembre de 1987      | N/A                  |

## Mayor Cantidad de Reinados

### En Parejas
- 5 veces: Tarzan Goto & Akio Sato
- 3 veces: Badd Company (Paul Diamond & Pat Tanaka)

### Individualmente
- 5 veces: Tarzan Goto, Pat Tanaka
- 4 veces: Pat Tanaka, Paul diamond
- 2 veces: Jeff Jarret, Mark Starr